# Bill Pullman
William James "Bill" Pullman (født 17. december 1953) er en amerikansk film-, tv- og teaterskuespiller.

## Biografi

### Unge år
Pullman blev født i Hornell, New York, som søn af Avalon (født Blaas), en sygeplejerske, og lægen James Pullman. Hans fars familie stammer fra England og hans mors forældre var immigranter fra Holland. Efter at være dimitteret fra Hornell High School i 1974, gik han på State University of New York at Delhi og State University of New York at Oneonta i 70'erne. Han fik sin master i kunst fra University of Massachusetts at Amherst. Pullman underviste i teater ved SUNY Delhi og Montana State University (hvor hans elever overtalte ham til at forsøge at få en karriere indenfor spillefilm). Da han blev 40 flyttede han til Hornell for at hellige sig karrieren indenfor skuespil.

### Personlige liv
Pullman er gift med Tamara Hurwitz, og har tre børn: datteren Maesa (født 1988), og sønnerne Jack (født 1989), samt Lewis (født 1993).
Jack Pullman, blev, mens han var elev ved Warren Wilson College nær Asheville, arresteret for overfald og besiddelse af hjemmebrændt 27. oktober 2008.
Han mistede sin lugtesans i college efter en skade, der efterlod ham i koma i to dage.
Pullman er en ivrig fuglekigger og er medejer af et reservat i Paradise Valley, sammen med Mike Tyson, der huser Tysons 350 millioner duer.
Pullman er også medejer af en kvægfarm, sammen med sin bror i Montana, nær byen Whitehall.

## Filmografi
- Ruthless People (1986) – Earl Mott
- Spaceballs (1987) – Lone Starr
- The Serpent and the Rainbow (1988) – Dennis Alan
- Rocket Gibraltar (1988) – Crow Black
- The Accidental Tourist (1988) – Julian
- Cold Feet (1989) – Buck Latham
- Brain Dead (1990) – Dr. Rex Martin
- The Peter North Story (1990) – Peter North
- Sibling Rivalry (1990) – Nicholas Meany
- Going Under (1990) – Capt. Biff Banner
- Bright Angel (1991) – Bob
- Liebestraum (1991) – Paul Kessler
- Newsies (1992) – Bryan Denton
- A League of Their Own (1992) – Bob Hinson
- Crazy in Love (1992) (TV) – Nick Symonds
- Singles (1992) – Doctor Jamison
- Nervous Ticks (1992) – York Daley
- Sommersby (1993) – Orin Meecham
- Sleepless in Seattle (1993) – Walter
- Malice (1993) – Andy Safian
- Mr. Jones (1993) (ikke krediteret) – Construction Site Foreman
- The Favor (1994) – Peter
- Wyatt Earp (1994) – Ed Masterson
- The Last Seduction (1994) – Clay Gregory
- While You Were Sleeping (1995) – Jack Callaghan
- Casper (1995) – Dr. James Harvey
- Mr. Wrong (1996) – Whitman Crawford
- Independence Day (1996) – President Thomas J. Whitmore
- Mistrial (1996) (TV) – Steve Donohue
- Lost Highway (1997) – Fred Madison
- The End of Violence (1997) – Mike Max
- Merry Christmas, George Bailey (1997) (TV) – George Bailey
- Zero Effect (1998) – Daryl Zero
- Lake Placid (1999) – Jack Wells
- Brokedown Palace (1999) – 'Yankee' Hank Green
- History Is Made at Night (1999) – Harry Howe/Ernie Halliday
- The Virginian (2000) (TV) – The Virginian
- The Guilty (2000) – Callum Crane
- Titan A.E. (2000) (voice) – Capt. Joseph Korso
- Lucky Numbers (2000) – Det. Pat Lakewood
- Opening the Tombs of the Golden Mummies: Live (2000) (TV) – Co-Host
- A Man Is Mostly Water (2001) – Parking Fascist
- Ignition (2001) – Conor Gallagher
- Igby Goes Down (2002) – Jason Slocumb
- 29 Palms (2002) – The Ticket Clerk
- Rick (2003) – Rick
- Tiger Cruise (2004) (TV) – Cmdr. Dolan
- The Grudge (2004) – Peter Kirk
- Dear Wendy (2005) – Officer Krugsby
- Revelations (2005) tvserie – Richard Massey
- Scary Movie 4 (2006) – Henry Hale
- Alien Autopsy (2006) – Morgan Banner
- Nobel Son (2007) – Max Mariner
- You Kill Me (2007) – Dave
- Surveillance (2008) – Sam Hallaway
- Bottle Shock (2008) – Jim Barrett
- Phoebe in Wonderland (2008) – Peter Lichten
- Your Name Here (2008) – William J. Frick
- Peacock (2009) – TBA
- Kerosene Cowboys (2009)
- The Equalizer (2014)